# Chrysogorgia sphaerica
Chrysogorgia sphaerica is een zachte koraalsoort uit de familie Chrysogorgiidae. De koraalsoort komt uit het geslacht Chrysogorgia. Chrysogorgia sphaerica werd in 1931 voor het eerst wetenschappelijk beschreven door Aurivillius.